# Helge Burggrabe
Œuvres principales
- Stella Maris - Chartres Oratorio
- Jehoschua - Oratorio rouge

Helge Burggrabe est un compositeur et musicien allemand né à 1973 à Magstadt.
Profondément marqué par la figure de Fulbert de Chartres, il dirige depuis plus de dix ans des séminaires à Chartres sur le thème « musique et architecture ». La cathédrale de Chartres est pour lui un endroit très particulier, qui nourrit fortement sa vie spirituelle et artistique. Son Stella Maris est un hommage à Fulbert et à la figure de la Vierge Marie. Le livret est composé d'extraits de sermons de l'évêque Fulbert et de textes d'auteurs modernes (Charles Péguy, Rainer Maria Rilke). Quant à la musique, elle revisite en partie les chants grégoriens composés par Fulbert.